# Chlorops daghestanicus
Chlorops daghestanicus är en tvåvingeart som beskrevs av Smirnov 1964. Chlorops daghestanicus ingår i släktet Chlorops och familjen fritflugor. Inga underarter finns listade i Catalogue of Life.